# From Genesis to Revelation
From Genesis to Revelation je první studiové album anglické progresivně rockové skupiny Genesis, vydané v březnu roku 1969.

## Seznam skladeb
1. „Where the Sour Turns to Sweet“ – 3:16
2. „In the Beginning“ – 3:47
3. „Fireside Song“ – 4:20
4. „The Serpent“ – 4:40
5. „Am I Very Wrong?“ – 3:33
6. „In the Wilderness“ – 3:33
7. „The Conqueror“ – 3:42
8. „In Hiding“ – 2:40
9. „One Day“ – 3:22
10. „Window“ – 3:35
11. „In Limbo“ – 3:32
12. „Silent Sun“ – 2:15
13. „A Place to Call My Own“ – 2:00

## Obsazení
- Peter Gabriel – zpěv, flétna
- Anthony Phillips – kytara, zpěv
- Tony Banks – varhany, piano, zpěv
- Mike Rutherford – baskytara, kytara, zpěv
- John Silver – bicí, zpěv (vyjma skladby „Silent Sun“)
- Chris Stewart – bicí ve skladbě „Silent Sun“

- smyčcová a dechová sekce – aranžmá a dirigenti Arthur Greenslade & Lou Warburton